# Keszet
Keszet (hebr. קשת) – moszaw położony w Samorządzie Regionu Golan, w Dystrykcie Północnym, w Izraelu.
Leży w centralnej części Wzgórz Golan.

## Historia
Moszaw został założony w 1974 roku.

## Gospodarka
Gospodarka moszawu opiera się na intensywnym rolnictwie i turystyce.